# Talaromyces marneffei
Espèce
Talaromyces marneffei, anciennement appelé Penicillium marneffei, est une espèce découverte en 1956, considéré au début du XXIe siècle comme l'un des dix mycètes les plus redoutés au monde en raison de la maladie mortelle qu'il déclenche, la pénicillose. C'est un fonge particulièrement dangereux en raison de l'affaiblissement de l'immunité qu'entraîne la contamination (il s'agit d'un champignon opportuniste). Présent principalement en Asie du Sud-Est, iI affecte tout particulièrement les personnes dont le système immunitaire a été affaibli par l'infection à VIH,.
Classé dans un premier temps dans le genre Penicillium, il s'agissait de la seule espèce thermiquement dimorphique connue de ce genre qui provoquait une infection systémique mortelle), avec des symptômes comme la fièvre et une anémie, similaires à la cryptococcose. Cela contraste avec les autres membres du genre Penicillium qui ne sont pas considérées comme pathogènes et participera à sa reclassification dans le genre Talaromyces (en).